# فصول إسلامية
فصول إسلامية كتاب من تأليف الشيخ علي الطنطاوي، يضم هذا الكتاب اثنتين وثلاثين مقالة نُشرت في أزمنة متباينة، من أواخر الثلاثينيات إلى أوائل السبعينيات، وقد صدر للمرة الأولى في عام 1960 ثم أعيدت طباعته مع زيادات في عام 1985. ويقع في 300 صفحة من القَطْع المتوسط (14×21).

## نبذة
بعض ما في هذا الكتاب تدوينٌ لخطب، وبعضٌ خلاصةٌ لمحاضرات، والباقي مقالات نُشرت في الصحف والمجلات على مدى نحو من ثلث قرن. وهذا التنوع يظهر كيف استغلّ علي الطنطاوي كل موقف متاح وكل مناسبة ممكنة للحديث عن الإسلام والدعوة إليه، كما قال في مقدمته للكتاب: «هذه فصول إسلامية، كُتبت في أزمنة متباعدة، فاختلف أسلوبها، ولكن اتحدت -بحمد الله- أغراضها ومقاصدها. وربما تكررت فيها المعاني؛ ذلك لأن الشُّبَه تكررَ ورودها فاضطررنا لتكرار ردها، وإن من الحقائق ما لا تضرّ معه الإعادة ولا تُبليه كثرة الرد. وأنا أسأل الله أن ينفع بها، وألاّ يحرم كاتبها الثواب عليها». قولوا: اللهمَّ آمين.
ها هو ذا يتحدث عن «دعوة الإسلام» في خطبة جمعة ألقيت على منبر مسجد جامعة دمشق سنة 1951، فيقدم صورة مجملة واضحة للإسلام لا اضطراب فيها ولا لبس ولا خفاء. ويسأل: «من هو المسلم؟» في مقالة نشرها سنة 1939 ثم يجيب موضحاً: «ديننا علم واعتقاد وعمل. وليس في الدنيا عمل لا يدخل فيه الإسلام ويبين فيه حكم الله؛ فإما أن يكون مباحاً لا يُثاب فاعله ولا يعاقَب تاركه، وإما أن يكون مندوباً يُثاب فاعله ولا يعاقَب تاركه، وإما أن يكون واجباً يُثاب فاعله ويعاقَب تاركه، وإما أن يكون مكروهاً يُثاب تاركه ولا يعاقَب فاعله، وإما أن يكون حراماً يُثاب تاركه ويعاقَب فاعله». ويتحدث عن «طرق الدعوة إلى الإسلام» في محاضرة ألقيت في حفل تعارف الحجاج في مكة في موسم الحج سنة 1953 فيصنف هذه الطرق ويصفها ويفصل عيوبها ومزاياها. وهي محاضرة أُفردت -من بعد- بالنشر في رسالة صغيرة.
وكذلك نُشرت في رسالة منفردة محاضرةٌ أخرى مما ضمّه هذا الكتاب هي محاضرة «المثل الأعلى للشباب المسلم»، التي ألقاها المؤلف في بيروت سنة 1937 وعرض فيها الإسلام عرضاً واضحاً جلياً مفصلاً، ثم بين ما على الشباب من واجبات علمية واجتماعية وأخلاقية وهو يهتف بهم: «فيا شباب المسلمين، تجردوا لأداء الواجب وإسماع العالم صوت الإسلام». وفي الكتاب محاضرة ثالثة نُشرت كذلك في رسالة مفرَدة هي محاضرة «موقفنا من الحضارة الغربية»، وهي محاضرة طويلة تشغل ثلاثين صفحة من الكتاب، وقد ألقاها الشيخ (كما جاء في تقديم صغير لها في أولها) ارتجالاً سنة 1973 فسُجّلت ودونها بعضهم نقلاً عن الشريط، والمحاضرة طويلة ولكنها عظيمة النفع والقيمة.
أما في مقالة «كتاب في الدين الإسلامي»، التي نشرها عام 1939، فنجده يدعو العلماء إلى تقديم الإسلام في كتاب سهل مفهوم؛ «كتاب واحد يلخّص الإسلام كله تلخيصاً وافياً، ويعرضه عرضاً واضحاً، يقرؤه الشاب فيفهم فيه الدين كله كفهم الوافدين على النبي صلى الله عليه وسلم الدين، حين دخلوا فيه أفواجاً». وهي الدعوة التي انتهت به -بعد ثلاثين سنة من كتابة هذه المقالة- إلى تأليف كتابه الأشهر: «تعريف عام بدين الإسلام».
وفي الكتاب -بعد- كثير من المقالات الممتعة المفيدة؛ ففي مقالة «كلمة في الاجتهاد والتقليد» بحث نفيس ممتع في هذا الموضوع، ومثل ذلك في مقالات «الإيمان» و«علم التوحيد» و«حلول قديمة لمشاكل جديدة». وفيه مقالات قصيرة موجزة ولكن فيها خلاصة كافية بأسلوب محبب مقنع للموضوع الذي تعالجه، مثل مقالات «الصبر» و«الاستخارة» و«البر باليتامى» و«تحريف لمعنى الإسلام» و«كلمة في المعجزات والكرامات».